# なでksジャパン
なでksジャパン（なでくそジャパン）は、女性アイドルを応援する女性ヲタの集団。自称「KSDD界のなでしこJAPAN」。

## 沿革
2012年8月、スペースクラフトに所属する日笠麗奈と二宮なゆみ・小口桃子が「FES IWAO 2012 SUMMER」（SHIBUYA-AX）で出会い、更にその1か月後に3人と竹中夏海が小林司（妄撮P、ミスiD実行委員長）を介して出会ったことで意気投合。このとき作成したLINEのグループ（「アイドルを見ながら美味しいものを食べる会」）が「完熟オレンジデイズ」（かんじゅくオレンジデイズ）に発展。
2014年、「なでksジャパン」に改称。きっかけは、「KSDD」Tシャツを作成したBEAMS、ハローキティ、そして竹中のコラボレーションで作成された「I am IDOL」Tシャツの打ち合わせで、竹中が「KSDD界のなでしこジャパン」と説明したところ、BEAMSのスタッフが「じゃあ、なでksジャパンの方々」と呼んだことから。
なでksジャパンに改称後、cakesで連載を持ったりイベント等に出演する機会が増える。また、竹中がスカウトした2期生が加入。2015年現在、2期生の渡賀レイチェルを含めた5名で活動することが多い。

## メンバー

### 1期生
長女〜四女は年齢順。
- 二宮なゆみ（長女）
モデル。B-Tokyo所属。担当カラー[3]はチン（ ）。

- 竹中夏海（次女）
振付師。プラチナムプロダクション所属。担当カラーはナチュラルボヘミアングリーンアースミュージック&エコロジー[6] （ ）

- 小口桃子（三女）
モデル、元美脚時代メンバー。B-Tokyo所属[7]。担当カラーはシナバー（ ）。

- 日笠麗奈（四女）
モデル。プラチナムプロダクション所属。担当カラーはパープルスイートロード[8]（ ）。

### 2期生
2014年7月、竹中によって強制的に加入が宣告された。
- 渡賀レイチェル（新人類・助っ人外国人）
ミスiD2014、ラップユニット「chelmico」MC RACHEL。unBORDE所属。担当カラーはウコン（ ）。

- 児玉雨子
作詞家。Gオフィス所属。担当カラーはサターンブラック（ ）。なでksジャパンとしてイベント等への出演は2015年現在なし。

## 出演

### ネットテレビ
- なでksジャパンはいつもこうだ…。（ツイキャス）

### イベント
- 映画「あの娘、早くババアになればいいのに」アフタートークイベント（2014年7月14日、テアトル新宿）
- 『アイドル＝ヒロイン〜歌って踊る戦う女の子がいる限り、世界は美しい〜』発売記念「アイドル＝ヒロイン」妄想キャスティング会議（2015年1月25日、東京カルチャーカルチャー）※著者の竹中以外はオブザーバーとして参加
- 「なでksジャパンはオールナイトでもこうだ…」（2015年5月1日、Asagaya / Loft A）
- YATSUI FESTIVAL! 2015（2015年6月20日、渋谷Glad）
- TOKYO IDOL FESTIVAL 2015「cakesプレゼンツ〜なでksジャパンのアイドル限定♡アイス配布所〜」（2015年8月1日、INFO CENTRE（フジテレビ湾岸スタジオ1F））